# Inskoi
Inskoi (russisch Инско́й) ist eine Siedlung städtischen Typs in der Oblast Kemerowo (Russland) mit 12.590 Einwohnern (Stand 14. Oktober 2010).

## Geographie
Die Siedlung liegt im Westen des Kusnezker Beckens, gut 100 km südlich der Oblasthauptstadt Kemerowo am linken Ufer des Ob-Nebenflusses Inja, der hier zur Belowoer Talsperre (Belowskoje wodochranilischtsche) angestaut ist.
Inskoi gehört zum Stadtkreis Belowo und liegt knapp 10 km östlich des Zentrums der Stadt Belowo.

## Geschichte
Der Ort entstand ab Ende der 1950er Jahre im Zusammenhang mit der Errichtung des Belowoer Wärmekraftwerkes (Belowskaja GRES) ab Juli 1956.
1963 erhielt er den Status einer Siedlung städtischen Typs. Sein Name ist von der Bezeichnung des Flusses abgeleitet. Der erste Kraftwerksblock ging 1964 ans Netz, der sechste und letzte 1968.

### Bevölkerungsentwicklung
| Jahr | Einwohner |
| ---- | --------- |
| 1970 | 10.983    |
| 1979 | 12.668    |
| 1989 | 13.753    |
| 2002 | 13.665    |
| 2010 | 12.590    |

Anmerkung: Volkszählungsdaten

## Wirtschaft und Infrastruktur
Ortsbildendes Unternehmen ist das unmittelbar nordwestlich der Siedlung gelegene Wärmekraftwerk Belowskaja GRES mit einer installierten Leistung von 1200 Megawatt, das von der 1993 privatisierten Kusbassenergo betrieben wird. Als Brennstoff dient die in der Umgebung geförderte Steinkohle, zur Kühlwasserversorgung der zu diesem Zwecke errichtete Inja-Stausee, an dessen Westufer sich das Kraftwerk befindet.
Die nächstgelegene Bahnstation befindet sich in Belowo an der Strecke Nowosibirsk – Nowokusnezk. Von dort führt ein Anschlussgleis zum Wärmekraftwerk. Die auf diesem Abschnitt autobahnähnlich neu trassierte Regionalstraße Kemerowo – Leninsk-Kusnezki – Nowokusnezk umgeht den Ort unmittelbar westlich.